# Guns Akimbo
Guns Akimbo ist eine neuseeländische Actionkomödie von Jason Lei Howden aus dem Jahr 2019. Die Hauptrolle spielt Daniel Radcliffe. Der Film hatte seine Weltpremiere beim Toronto International Film Festival am 9. September 2019 und erschien am 5. März 2020 in den internationalen Kinos. Der deutsche Kinostart war am 25. Juni 2020.

## Handlung
Der nerdige Programmierer Miles wird von seinem Chef regelmäßig gemobbt. Frustriert und wütend beleidigt Miles im Internet Zuschauer des kriminellen Streaming-Dienst SKIZM, der in illegalen Gladiatorenkämpfen reale kriminelle Krieger bis zum Tod kämpfen lässt. Riktor, Chef der Organisation, überfällt Miles in seiner Wohnung, pflanzt ihm einen GPS-Tracker ein und lässt zwei Pistolen an seine Hände schrauben. Anschließend wird Miles als Ziel für Nix, die aktuelle Starkämpferin, ausgewählt.
Nix stellt den überforderten Miles in seiner Wohnung. Durch Zufall trifft Miles während der Flucht auf seine ehemalige Freundin, die Comiczeichnerin Nova. Mit Novas Hilfe entkommt er schließlich, wird von dieser aber in Panik aus dem Auto geworfen, als sie die Pistolen sieht. Während sich Miles zunächst in einem Altkleidercontainer versteckt, steigen die Zuschauerzahlen des Streams. Von den Polizisten Degraves und Stanton erfährt Nova inzwischen, dass Miles als Teilnehmer bei SKIZM auftritt.
Während Miles seinen Kumpel und Arbeitskollegen Hadley um Hilfe bittet, kommt es zum zweiten Duell mit Nix. Nur durch Zufall gelingt Miles die Flucht. Als Miles mit Nova telefoniert, wird diese von Riktor entführt. Der Gangster fordert Miles auf, zu kämpfen, statt wegzulaufen. Nun versucht Miles Nix loszuwerden, indem er sie auf einen Schrottplatz lockt, um sie dort der Polizei zu übergeben. Dabei gerät er zufällig in ein Drogengeschäft zweier krimineller Gangs. Diese wollen den unliebsamen Zeugen erschießen, als plötzlich Nix auftaucht und das Töten von Miles für sich beansprucht. Mit einer Gatling Gun erschießt sie die meisten der Gangster. Auch Miles muss in Selbstverteidigung seinen ersten Menschen töten. Als die Polizei auf der Bildfläche erscheint, flüchten die letzten Überlebenden und Miles wird verhaftet.
Stanton und Degraves planen, Miles als Köder für Nix zu benutzen. Degraves erzählt Miles, dass Nix seine Tochter sei, und die einzige Überlebende aus einem Überfall Riktors auf seine Familie. Aus Angst vor Rachegelüsten hatte der Verbrecher sie in der Hoffnung auf einen sicheren Tod in die inszenierten Kämpfe geschickt. Überraschenderweise stellt sich Stanton als Verräter heraus, der seinen Kollegen erschießt und Miles ein Ultimatum von 30 Minuten übermittelt, um sich Nix im finalen Gefecht zu stellen, bevor Nova stirbt. Das Ultimatum untermauert Riktor, indem er Hadley vor Miles’ Augen erschießt. Mit dem Wissen um ihr Geheimnis sucht Miles das Gespräch mit seiner Gegnerin. In einem vorgetäuschten Showdown erschießt diese scheinbar den Programmierer und wird von den Zuschauern als Siegerin gefeiert. Gemeinsam stürmen die beiden ehemaligen Gegner anschließend die SKIZM Zentrale. Um gegen die Übermacht zu gewinnen, opfert Nix ihr Leben, indem sie sich in die Luft sprengt.
Der finale Kampf zwischen Miles und Riktor endet, indem der Gangster durch Miles vom Dach des Hochhauses gestoßen wird. Während Nova Miles als Vorlage für einen Comic–Superhelden nutzt, macht sich dieser auf den Weg, auch die anderen noch verbliebenen SKIZM-Ableger auszulöschen.

## Synchronisation
Die deutsche Synchronisation entstand bei der Cinephon Filmproduktions GmbH, nach einem Dialogbuch und unter der Dialogregie von Stefan Kaiser.
| Rolle            | Schauspieler         | Deutscher Sprecher |
| ---------------- | -------------------- | ------------------ |
| Miles Lee Harris | Daniel Radcliffe     | Nico Sablik        |
| Nix Degraves     | Samara Weaving       | Kaya Marie Möller  |
| Riktor           | Ned Dennehy          | Gerrit Hamann      |
| Nova             | Natasha Liu Bordizzo | Lina Rabea Mohr    |
| Degraves         | Grant Bowler         | Frank Röth         |
| Glenjamin        | Rhys Darby           | Stefan Krause      |
| Hadley           | Milo Cawthorne       | Patrick Keller     |
| Stanton          | Edwin Wright         | Sascha Rotermund   |
| Dane             | Mark Rowley          | Karim El Kammouchi |
| Clive            | Colin Moy            | Armin Schlagwein   |
| Ruby             | Hanako Footman       | Julia Bautz        |

## Rezeption
In der Internet Movie Database erreicht der Film 6,3 Punkte und auf Rotten Tomatoes 52 % bei den Kritikern, sowie 40 % bei den Zuschauern.
Der Filmdienst schreibt, der Film wirke wie „eine als Rock-Oper verkleidete Gewaltorgie, deren verschlungene Metaebenen vielleicht ironisch gemeint, aber doch ziemlich aufgesetzt sind“.
Das Online-Portal Filmstarts vermutet die Zielgruppe „trotz einer Freigabe nur für Erwachsene“ vor allem in der „Altersklasse 12 – 16“ und kritisierte „Guns Akimbo kommt an Vorbilder wie Crank oder Shoot ’Em Up trotz angemessen kranker Prämisse nicht heran“.
Die Filmkritikerin Antje Wessels zog auf ihrer Webseite das Fazit „mit Ausnahme eines blendend aufgelegten Daniel Radcliffe kann hier aber nichts und niemand für eigene Akzente sorgen“.